# REAL-リアル-/恋色パッション
「REAL-リアル-/恋色パッション」とは、日本の女性ダンスアンドボーカルグループRev. from DVLの3rdシングル。2014年12月3日リリース。
Rev. from DVL初のDouble A-sideシングルとなっている。
通常盤とHMV盤とWeb盤が存在する。
データカードダスアイカツ!の2015年シリーズ、スペシャルコラボパートナーを務める橋本環奈と、Rev. from DVLのメンバー秋山美穂、四宮なぎさの3人で歌唱されるアイカツ!コラボレーション楽曲「恋色パッション」も収録。

## 収録曲

### 通常盤
CD
1. REAL-リアル-
作詞・作曲：渡辺未来、編曲：Dirty Orange
2. 恋色パッション
作詞・作曲：飯田清澄、編曲：坂本秀一
3. 束の間の幸福論
作詞：RiZ☆Rie、作曲：RiZ☆Zun、編曲：坂本秀一
4. REAL-リアル- <instrumental>
5. 恋色パッション <instrumental>
6. 束の間の幸福論 <instrumental>

DVD
1. REAL-リアル- (ミュージックビデオ)
2. REAL-リアル- (ミュージックビデオ ダンスver.)

特典映像
1. REAL-リアル- (ミュージックビデオ メイキング映像)
2. 恋色パッション (振付ビデオ)

### HMV盤
CD
1. 恋色パッション
2. REAL-リアル-
3. 恋のMonster.
作詞：SHOW、KAHO、作曲：SHOW
4. 恋色パッション <instrumental>
5. REAL-リアル- <instrumental>
6. 恋のMonster. <instrumental>

### WEB盤
CD
1. REAL-リアル-
2. 恋色パッション
3. LiVE & Peace
作詞：MEG.ME、作曲：坂本秀一、編曲：渡辺秀一
4. 外環状線
作詞・作曲：RiZ☆Rie、編曲：渡辺秀一
5. REAL-リアル- <instrumental>
6. 恋色パッション <instrumental>
7. LiVE & Peace <instrumental>
8. 外環状線 <instrumental>

## 特典

### 通常盤
※初回プレス盤のみ
- 生写真 （12枚のうち1枚ランダム封入）
- ハイタッチ会参加券
- 抽選応募券

### HMV盤
※初回プレス盤のみ
- イベント参加券
- 『アイカツ！』オリジナルカード

### WEB盤
- 個別握手会参加券